# Світлоград
Світлоград (до 1965 року — Петровське) — місто в Ставропольському краї Росії, центр Петровського району. Розташоване не річці Калаус. Населення — 39 411 мешканців (2009).

## Відомі люди
- Потапенко Яків Іванович (1904—1975) — радянський вчений у галузі агробіології, селекції та агротехніки винограду, заслужений діяч науки РРФСР.